# Anton Christian Mohr von Mohrenhelm

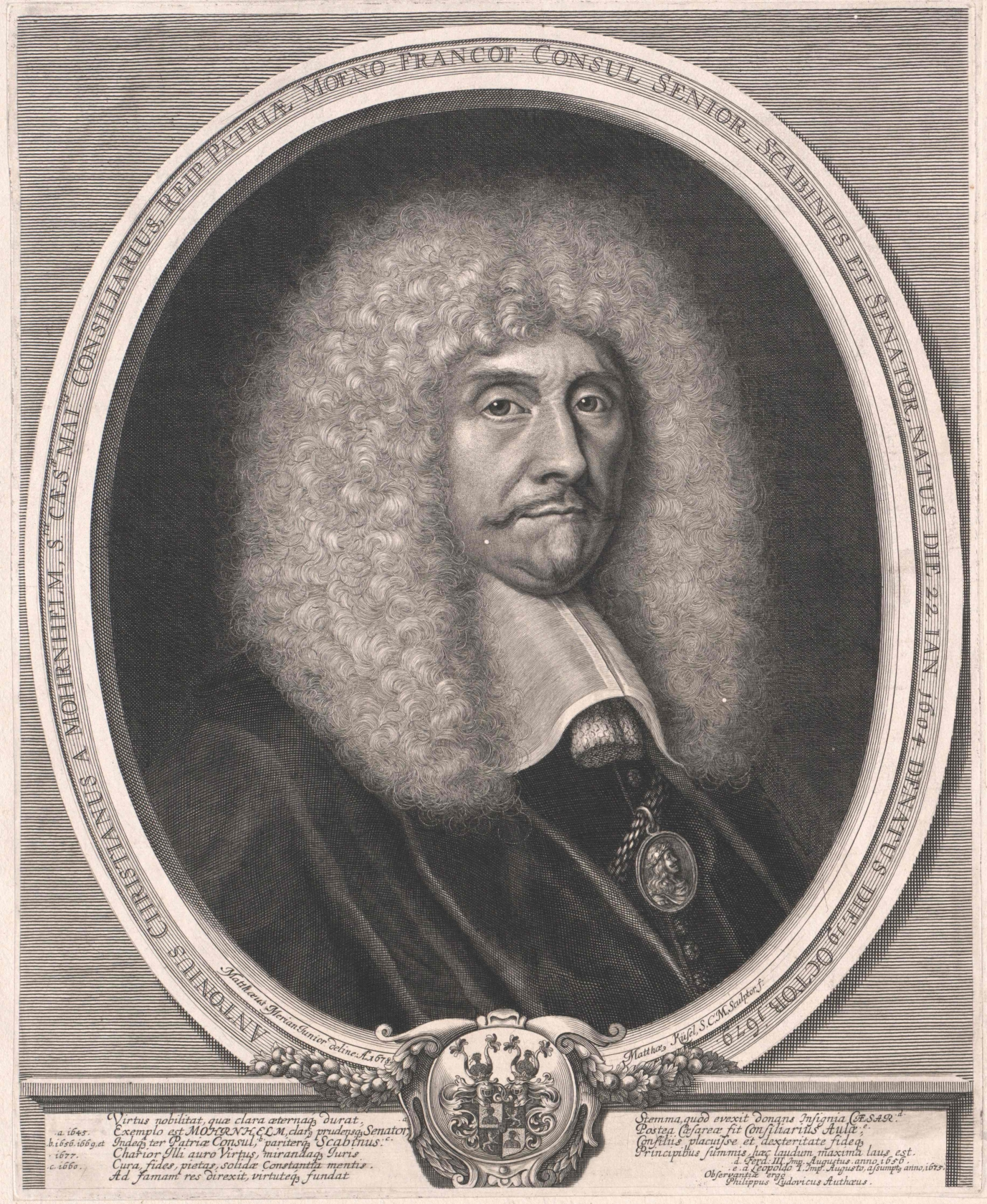
Anton Christian von Mohrenhelm, Stich von Matthäus Küsel (1678)

Anton Christian Mohr von Mohrenhelm (* 22. Januar 1604 in Frankfurt am Main; † 19. Oktober 1679 ebenda) war ein deutscher Politiker der Reichsstadt Frankfurt.
August Christian Mohr war ein Sohn des Notars Jost Mohr († 1613) und dessen Ehefrau Johanna Dorothea Gerlach. Er war Handelsmann und wurde 1645 Ratsherr in Frankfurt. 1656 erhielt er den Adelstitel von Mohrenhelm von Kurmainz. Das kaiserliche Bestätigungsdiplom zur Erhebung in den Reichsadelsstandes stammt aus dem Jahr 1675. 1675 wurde ihm auch der Titel „Kaiserlicher Rat“ verliehen. Er wurde für 1656 zum Jüngeren Bürgermeister gewählt. 1669 und 1677 war er Älterer Bürgermeister.
Erbe wurde der gleichnamige Sohn Anton Christian Mohr von Mohrenhelm. Dessen Sohn Christian Bonaventura Mohr von Mohrenhelm wurde 1766 jüngerer Bürgermeister in Frankfurt. Mit ihm starb die Familie Mohr von Mohrenhelm im Mannesstamm aus.